# Escola Desportiva de Viana
A Escola Desportiva de Viana (EDV) é um clube ecléctico, fundado em 12 de Maio de 1976, que tem como objectivo a promoção cultural, desportiva e recreativa dos seus associados e de todas as crianças residentes no concelho de Viana do Castelo. O clube beneficia do estatuto de Utilidade Pública conferido pelo Conselho de Ministros, publicado no DR, II série, nº. 117, página 4770, de 22 de Maio de 1985.

## Sócios Fundadores[3]
A Escola Desportiva de Viana foi fundada no dia 14 de Maio de 1976, na Secretaria Notarial de Viana do Castelo, tendo tido como fundadores os seguintes outorgantes:
- Alberto Carlos Gonçalves Vale Rego
- Fernando da Silva Carvalho
- José Pedro de Passos Pereira
- Maria Teresa da Silva Gonçalves
- Manuel Cipriano Alegre Ribeiro
- José Rui Marinho Centeno da Costa
- Belmiro Rodrigues
- Ludgero de Jesus Sousa Ribeiro
- Manuel Rodrigues de Sousa Basto
- Adelino Cardoso Soares Veloso
- José Hermínio de Matos Alves
- Domingos Dias Vilas Boas
- Fernando Augusto Pinto Afonso

## Reconhecimento Desportivo[1]
| Ano  | Distinção                             | Entidade                                                        |
| ---- | ------------------------------------- | --------------------------------------------------------------- |
| 2001 | Medalha de Bons Serviços Desportivos  | Ministério da Juventude e do Desporto                           |
| 2000 | Diploma Reconhecer o Mérito           | Centro de Formação Desportiva do Instituto Nacional do Desporto |
| 1999 | Clube Mais Ecléctico do Minho         | "O Minhoto"                                                     |
| 1999 | Troféu Falcão do Minho                | Jornal "Falcão do Minho"                                        |
| 1998 | Melhor Clube Desportivo do Distrito   | Instituto Nacional do Desporto                                  |
| 1985 | Pessoa Colectiva de Utilidade Pública | República Portuguesa                                            |
| 1984 | Diploma de Mérito Desportivo          | Câmara Municipal de Viana do Castelo                            |
| 1982 | Troféu Desportivo                     | Câmara Municipal de Viana do Castelo                            |

## Orgãos Directivos - Trénio 2014/2017[4]
| Função                                  | Nome                                  |
| --------------------------------------- | ------------------------------------- |
| Assembleia Geral: Presidente            | Alberto Jaime Marques Midões          |
| Assembleia Geral: 1º Secretário         | Sónia Pires Lima Araújo Rodrigues     |
| Assembleia Geral: 2º Secretário         | Manuel António Menezes de Araújo      |
| Direcção: Presidente                    | Rui Jorge Martins Silva               |
| Direcção: Vice Presidente               | Rui Manuel Sotto Maior Costa          |
| Direcção: Tesoureira                    | Ana Paula Silva Miranda               |
| Direcção: Director Comunicação          | José Domingos Mesquita Ribeiro        |
| Direcção: Director Basquetebol          | Paulo Alexandre da Cruz Fernandes     |
| Direcção: Director Esgrima              | António André Afonso                  |
| Direcção: Director Ginástica            | Ana Cristina Lopes Lomba Neto         |
| Direcção: Director Hóquei Patins        | José André Pereira Domingues          |
| Direcção: Directora Natação             | Maria Isabel Lima Mendes Pinheiro     |
| Direcção: Director Natação              | Paulo Fernando Cunha Quintas Neves    |
| Direcção: Director Natação              | Júlio Domingos Costa Alves Faria      |
| Direcção: Director Natação              | Sílvia Jesus Alves Valença Ferreira   |
| Direcção: Director Patinagem Artística  | Vasco Duarte Araújo Rodrigues         |
| Direcção: Director BTT                  | Marcos José Costa Silva               |
| Direcção: Director Trail Running        | José Carlos Mesquita Alcobia          |
| Conselho Fiscal: Presidente             | Casimiro Rego Lima                    |
| Conselho Fiscal: Relator                | Ana Paula Menezes Araújo Oliveira     |
| Conselho Fiscal: Secretário             | Mafalda Mendes Felgueiras             |
| Conselho Jurisdicional: Presidente      | José Maria Coutinho Almeida           |
| Conselho Jurisdicional: Vice Presidente | José António Moreira Rodrigues Cambão |
| Conselho Jurisdicional: Secretário      | Carlos Gonçalves Pires                |